# 공동 배차
공동 배차(共同 配車)는 버스 운송에서, 한 노선을 공동 운수 협정을 맺은 둘 이상의 회사가 공동으로 차량을 투입하여 운행하는 것을 말한다. 여객자동차운수사업법 제12조, 같은 법 시행령 제9조에 공동 배차에 관한 사항이 규정되어 있다.

## 장점
- 운송회사 입장에서는 노선에 대한 투자비용을 줄일수 있다.
- 과당 경쟁으로 인한 사고 등의 위험이 감소한다.

## 단점
- 한쪽의 회사가 부도가 나는 등의 사유로 영업을 중단하거나 일방적인 계약 파기를 하는 경우 노선이 사라질수 있다. 실제로 수원여객과 신원여객의 공동배차노선의 경우는 신원여객쪽이 부도가 나서 용남고속이 인수하기 전까지, 수원여객이 단독배차 한경우도 있다.
- 승객 입장에서는, 분실물 처리, 사고 처리 등의 경우 특정 회사를 정확히 알아야 하는 문제가 있다.